# Atebubu District
Der Atebubu District war ein Bezirk in der Brong-Ahafo Region in Ghana. Zunächst im Jahr 1988 wurde der große Atebubu District geteilt in einen kleineren gleichnamigen Distrikt und den Sene District. Am 12. November 2003 erließ Präsident John Agyekum Kufuor eine Verordnung und teilte den seit 1988 kleineren Distrikt Atebubu erneut in die Distrikte Atebubu-Amantin und Pru, die seit 2018 zur Bono East Region gehören. 
Die Hauptstadt des Bezirks ab 1988 hieß Atebubu. Der Distrikt hatte zwischen 1988 und 2003 eine Fläche von 4407 km² und die Bevölkerungszahl belief sich auf 163.307 Menschen.